# 最上義智
最上 義智（もがみ よしさと/よしとも、寛永8年（1631年） - 元禄10年（1697年）3月9日）は、江戸時代前期から中期の旗本。最上家の第14代当主で、最上義俊の長男。近江国大森陣屋5000石の交代寄合となり、のちに高家職を務めた。

## 生涯
寛永9年（1632年）8月28日、父・義俊の死去により、2歳で家督を相続した。父の1万石の遺領のうち三河国などの所領5千石は収公され、近江国蒲生郡内5千石を領地とする旗本となって寄合に列し、蒲生郡大森村（現在の滋賀県東近江市大森町）に陣屋を構えた。領地の半減については、幕府によって半減されたとする叙述と、最上家側から返上したという叙述が見られる。
寛永13年（1636年）8月15日、将軍徳川家光に御目見した。この日の献上品等は万石以上に準ずるもので、幕府からも乗輿を許された。明暦元年（1655年）、初めて領地に赴任する許可を得、以後代々の例となった（交代寄合）。
元禄8年（1695年）12月15日、高家役に就任し、18日に従五位下・侍従・駿河守に叙任する。元禄9年（1696年）11月14日には明正法皇崩御を受け、職務として京都に上っている。
元禄10年（1697年）3月9日死去、享年67。なお、最上家からの高家登用は義智だけであり、次男・義雅の代からは交代寄合に復帰した。
領地においては名君であったと伝えられている。義智の旧領地であった東近江市大森町および隣接する尻無町には郷土芸能「最上踊り」（滋賀県無形民俗文化財）が伝わるが、元禄8年（1695年）に領民が義智の叙任を祝い踊ったのが始まりとされ、江戸時代には領内の若者が踊りを領主の御覧に入れるのが風習であったとされている。また、東近江市池庄町の豊国神社の厄除大祭は義智が厄除け祈願を行ったのが起源とされる。

## 系譜

### 妻
『寛政重修諸家譜』には、妻として「松平和泉守某の養女」「奥平忠昌の娘」「三条西実条の次女」の3人を載せる。
最上家などの家譜や過去帳によれば4人の妻が確認され、相次いで死別している。
- 最初の妻：三条西実条の長女で、松平和泉守乗寿の養女となって義智に嫁いだ。法名：渓台院殿華揚日経大姉[4]。
- 2番目の妻：奥平忠昌の娘・てい。法名：智光院殿槐窓寿貞大姉[4]。
- 3番目の妻：三条西実条の二女。最初の妻（渓台院殿）の妹。法名：梅林院花室春光大姉あるいは梅林殿屋春香大姉[4]。
- 4番目の妻：本多昌長（福井藩重臣）の娘・奈津。最初の夫は広橋貞光で義智とは再婚。法号：松林院殿奥華良操大姉あるいは松林院殿貞花良操大姉[4]。

### 子
『寛政重修諸家譜』には、子として3男2女を載せる。
- 孫三郎：早世[2]
- 義雅：家督を継承。母は「和泉守某の養女」とある[2]。
- 義賢：旗本となった叔父・義長の家を末期養子として継ぐ。御書院番・御小姓などを務めた[2][3]
- 娘（松平康起室）
- 娘（小野則正室）[2]